# Muzeum PRE
Muzeum PRE, technické a dokumentační muzeum Pražské energetiky, je firemní muzeum, které představuje historii pražské energetiky. 

## Historie
Pražské Elektrické podniky byly založeny v roce 1897 a ke stému výročí vzniklo muzeum PRE. Od roku 2008 sídlí v rozvodně vysokého napětí v Holešovicích, Jankovcova 40, na ploše asi 500 m².

## Expozice
Muzeum vystavuje historická zařízení rozvodu elektřiny, transformátory, elektroměry aj. a sbírku starých telefonních přístrojů. Součástí expozice je i pohled do moderní transformační stanice 110 kV.

## Kontakt
Muzeum lze navštívit po telefonické objednávce, v úterý nebo čtvrtek od 8 do 15 hodin. Vstup je zdarma. Vchod do muzea je z ulice Vrbenského, asi 200 od stanice metra Nádraží Holešovice.